# ادوارد سیسه
ادوارد سیسه (انگلیسی: Édouard Cissé؛ زادهٔ ۳۰ مارس ۱۹۷۸) بازیکن فوتبال اهل فرانسه است.
از باشگاه‌هایی که در آن بازی کرده‌است می‌توان به باشگاه فوتبال المپیک مارسی، باشگاه فوتبال رن، باشگاه فوتبال اوسر، باشگاه فوتبال بشیکتاش، باشگاه فوتبال وستهام یونایتد، باشگاه فوتبال پاری سن ژرمن، و باشگاه فوتبال موناکو اشاره کرد.
وی همچنین در تیم‌های ملی فوتبال زیر ۲۰ سال فرانسه و زیر ۲۱ سال فرانسه بازی کرده‌است.